# Melodorum
Melodorum là chi thực vật có hoa trong họ Annonaceae.

## Lưu ý
Phân loại của các chi Melodorum, Sphaerocoryne và Mitrella vẫn khá mơ hồ và sự tiếp tục sửa đổi là cần thiết.

## Hình ảnh

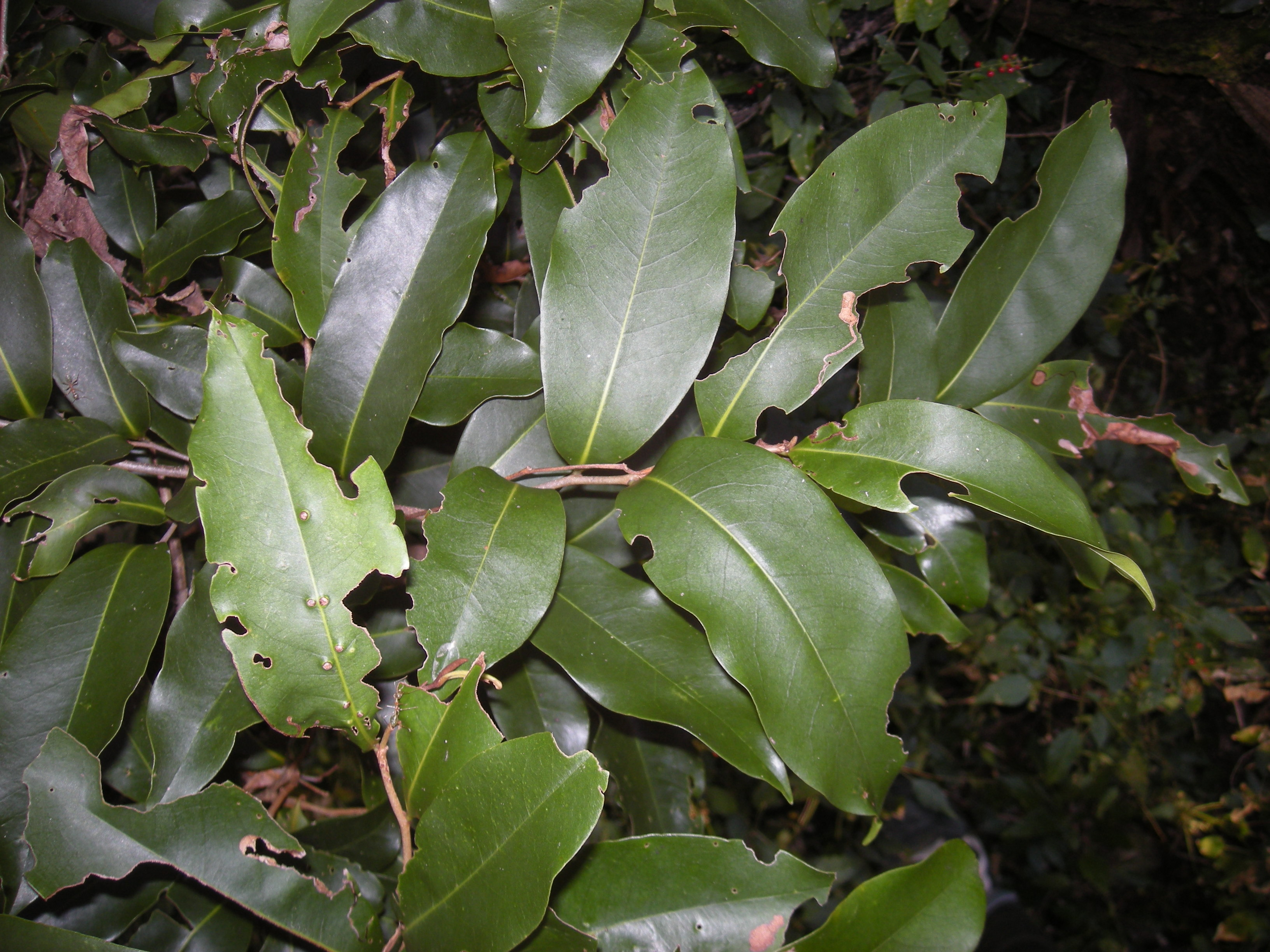